# فيلا كارلوس باز (مدينة)
فيلا كارلوس باز (بالإسبانية: Villa Carlos Paz)‏ هي منطقة سكنية تقع في الأرجنتين في Punilla Department. يقدر عدد سكانها بـ 75,315 نسمة ومساحتها 26.63 كم2 وترتفع عن سطح البحر 643 متر.

## توأمة
لفيلا كارلوس باز (مدينة) اتفاقيات توأمة مع كل من:
- بيسكيرا دل غاردا
- Termas de Río Hondo [الإنجليزية]‏
- بامبرغ

## أعلام
- أندريا أفيلا
- أغوستين دياز
- ليوناردو مونتيرو